# Фикс, Дейтон
Дейтон Дуэйн Фикс (англ. Daton Duain Fix; род. 11 марта 1998, Талса) — американский борец вольного стиля, чемпион Панамериканских игр, победитель Панамериканского чемпионата, призёр чемпионата мира.

## Карьера
Выступает в весовой категории до 61 кг. Его тренерами были Зак Эспозито и Дерек Фикс. 
В 2014 году Фикс стал серебряным призёром летних юношеских Олимпийских игр 2014 года в Нанкине (Китай) в категории до 54 кг. В 2019 году он стал чемпионом Панамериканских игр 2019 года в Лиме (Перу). В октябре 2021 года, уступив в финале чемпионата мира в Осло россиянину Абасгаджи Магомедову, стал серебряным призёром.